# Андромеда II
Андромеда II (And II) — карликовая сфероидальная галактика на расстоянии 2,22 млн световых лет от Земли в созвездии Андромеды. Она входит в Местную группу галактик и является спутником Галактики Андромеды (M31), но она также расположена близко к Галактике Треугольника (M33).
Андромеда II была обнаружена в 1971 году Сиднеем Ван ден Бергом при изучении фотопластинок, отснятых на 48-дюймовом (1,2 м) телескопе Шмидта в Паломарской обсерватории в 1970-м и 1971-м годах. Одновременно с ней были обнаружены галактики Андромеда I, Андромеда III и предположительная галактика (возможное звёздное скопление или галактика фона) Андромеда IV (Ван ден Берг 1972).

## Наблюдения спектра
Используя телескоп Кека, Côté и др. (1999) наблюдали спектры семи звёзд в Андромеде II. Исходя из этих данных, они обнаружили, что средняя лучевая скорость Vr равна −188 ± 3 км/с и дисперсия скоростей 9,2 ± 2,6 км/с. Это даёт соотношение массы к светимости M/Lv, равное 21+14
−10 солнечных единиц, что означает, что Андромеда II содержит значительное количество тёмной материи. Также в 1999 году Кот, Оке и Кохен использовали телескоп Кека для измерения спектров 42 красных гигантов. Из этих измерений они получили среднюю металличность <[Fe/H]> = −1,47 ± 0,19 с дисперсией 0,35 ± 0,10 десятичного порядка.
В 1999 году Да Коста и др., изучая диаграмму Герцшпрунга — Рассела Андромеды II, обнаружили, что большинство звёзд этой галактики имеют возраст от 6 до 9 миллиардов лет. Тем не менее, наблюдения переменных типа RR Лиры и звёзд голубой горизонтальной ветви демонстрируют существование части населения с возрастом более 10 миллиардов лет. Андромеда II отличается от Андромеды I тем, что у неё не наблюдается радиальный градиент в морфологии горизонтальной ветви. Кроме того, дисперсия обилия тяжёлых элементов у And II значительно больше, чем у And I. Это означает, что эти два карликовых сфероидальных спутника галактики Андромеды имеют очень разные эволюционные истории. В этой связи возникает вопрос о том, существует ли у карликовых сфероидальных галактик корреляция между радиальным градиентом горизонтальной ветви и дисперсией металличности.